# Городоцька селищна рада
Городо́цька се́лищна ра́да — адміністративно-територіальна одиниця та орган місцевого самоврядування в Радомишльському районі Житомирської області. Адміністративний центр — селище міського типу Городок.

## Загальні відомості
Городоцька селищна рада утворена 16 серпня 2012 року.
- Населення ради: 2 671 (станом на 1 серпня 2012 року)

## Населені пункти
Селищній раді підпорядковані населені пункти:
- смт Городок

## Історія
Житомирська обласна рада рішенням від 16 серпня 2012 року у Радомишльському районі віднесла новоутворене селище Городок до категорії селищ міського типу і утворила в ньому Городоцьку селищну раду.

## Склад ради
Рада складається з 14 депутатів та голови.
- Голова ради: Сопурко Олександр Андрійович